# 스페이스 헐크
《스페이스 헐크》(Space Hulk)는 게임스 워크숍이 개발한 2인용 보드 게임이다. 1989년에 출시되었다. 워해머 40,000의 가공 우주를 배경으로 한다. 게임에서 스페이스 헐크는 고대의 부랑 우주선, 소행성, 또 그 밖의 우주 파편 덩어리이다.

## 에디션
스페이스 헐크의 제1판은 1989년 5월 출시되었다.
스페이스 헐크의 제2판은 1996년 4월 출시되었다.
스페이스 헐크의 제3판은 2009년 9월 출시되었다.
스페이스 헐크의 제4판은 2014년 9월 20일 출시되었다.

## 스핀오프

### 비디오 게임
스페이스 헐크 보드 게임에 기반한 수많은 비디오 게임이 출시되었다.
- 스페이스 헐크 (1993년 출시)
- 스페이스 헐크: 블러드 엔젤의 복수 (1995년, 1996년)
- 스페이스 헐크 (2005년): 휴대전화 버전용 보드 게임
- 보드 게임의 PC 변환 (2008년, 호비스트 그룹에 의해)
- 스페이스 헐크 (2013년 비디오 게임)
- 스페이스 헐크: 어세션
- 스페이스 헐크: 데스윙

### 카드 게임
공식 카드 게임(Space Hulk: Death Angel)이 판타지 플라이트 게임즈에 의해 2010년에 출시되었으며, 최소 1명에서 최대 6명까지 즐길 수 있다.
4개의 확장팩이 출시되었다.
- Death Angel: Mission Pack 1 Expansion
- Death Angel: Space Marine Pack 1 Expansion
- Death Angel: Tyranid Enemy Pack
- Death Angel: Deathwing Space Marine Pack